# Фолькмарзен
Фолькмарзен (нім. Volkmarsen) — місто в Німеччині, знаходиться в землі Гессен. Підпорядковується адміністративному округу Кассель. Входить до складу району Вальдек-Франкенберг.
Площа — 67,47 км2. Населення становить 6704 ос. (станом на 31 грудня 2020).